# Liste der Baudenkmale in Norderney
Die Liste der Baudenkmale in Norderney enthält die nach dem Niedersächsischen Denkmalschutzgesetz geschützten Baudenkmale der niedersächsischen Stadt Norderney im Landkreis Aurich. Der Stand der Liste ist der 25. Juli 2016.
Baudenkmale sind „im Sinne des Gesetzes Bodendenkmale, bewegliche Denkmale und Denkmale der Erdgeschichte.“ Die Liste umfasst, falls vorhanden, eine Fotografie des Denkmals, als Bezeichnung falls vorhanden den Namen, ansonsten den Gebäudetyp sowie die Adresse, das Datum der Unterschutzstellung und die Eintragungsnummer der Unteren Denkmalschutzbehörde.

## Situation auf Norderney

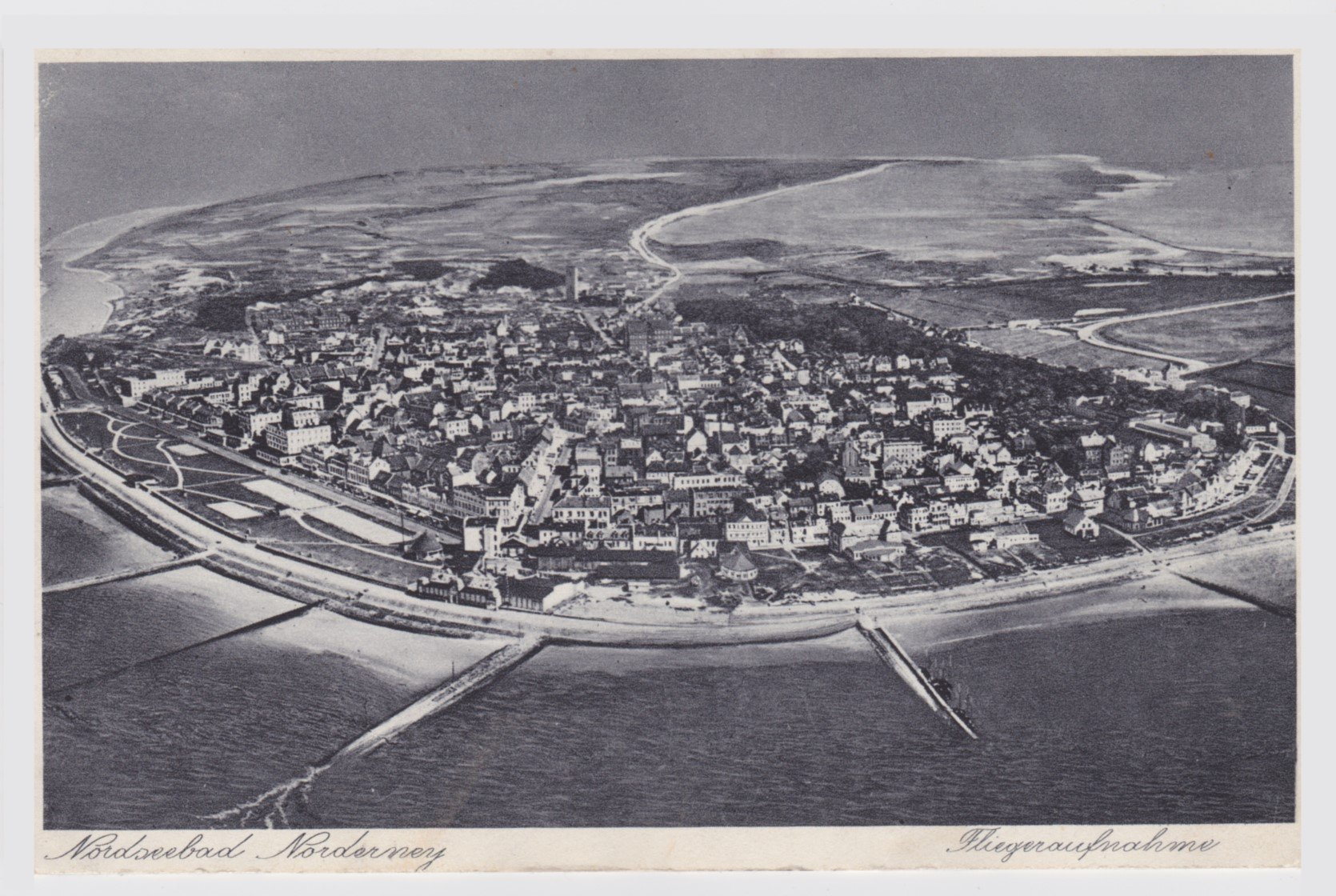
Stadtbild 1937…
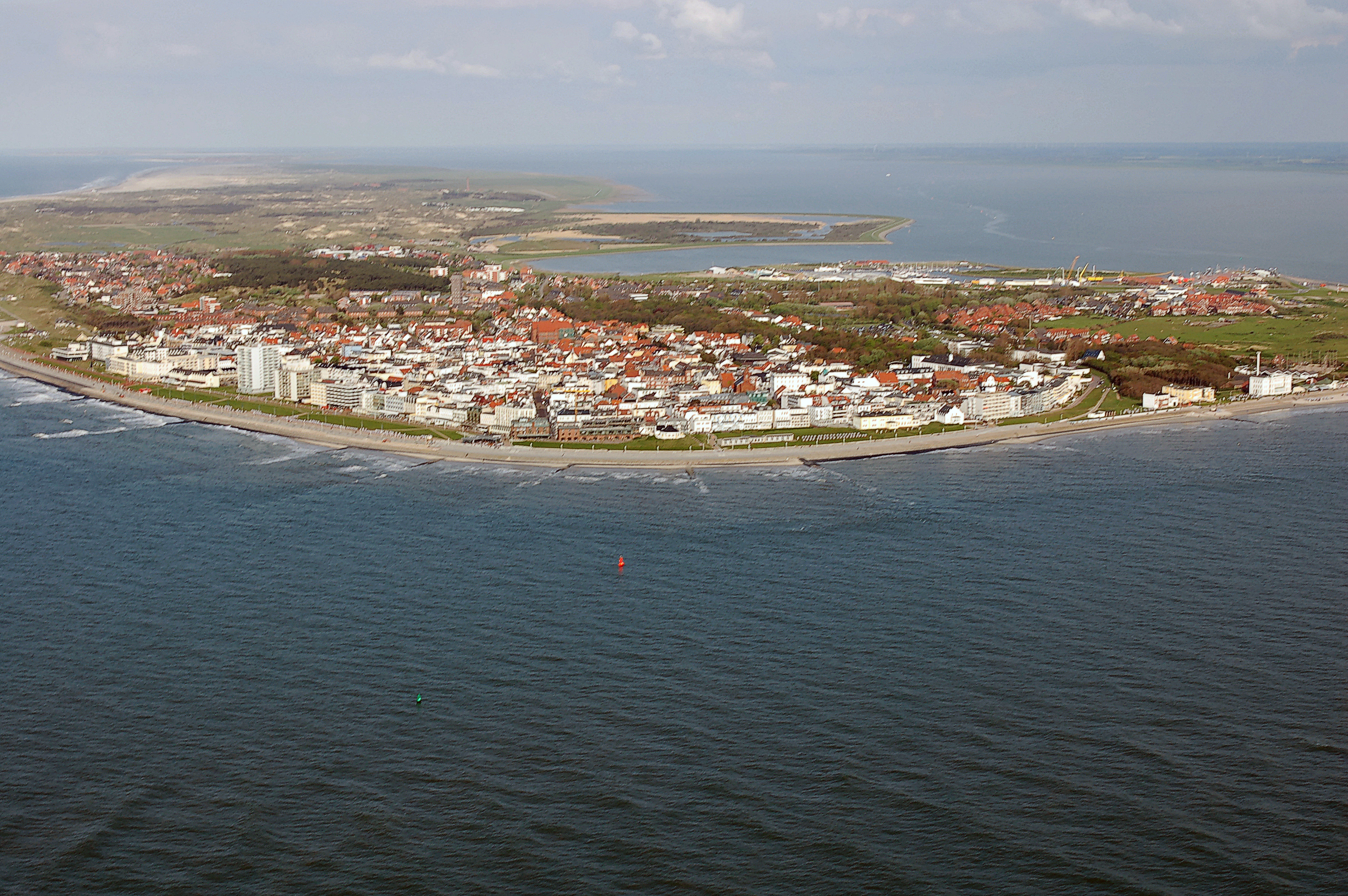
…und 2012

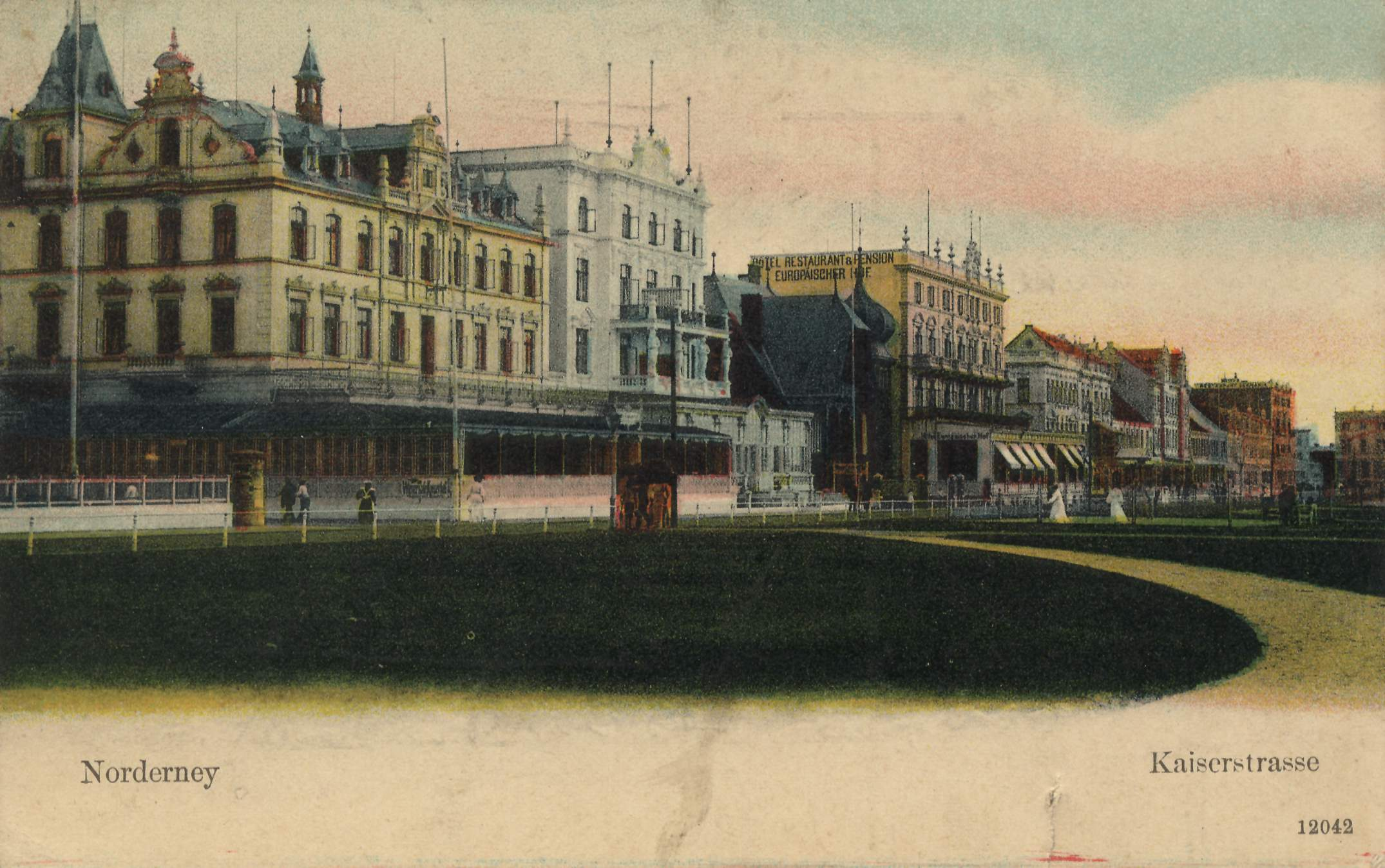
Beispiele der Bäderarchitektur: Kaiserstraße um 1908…
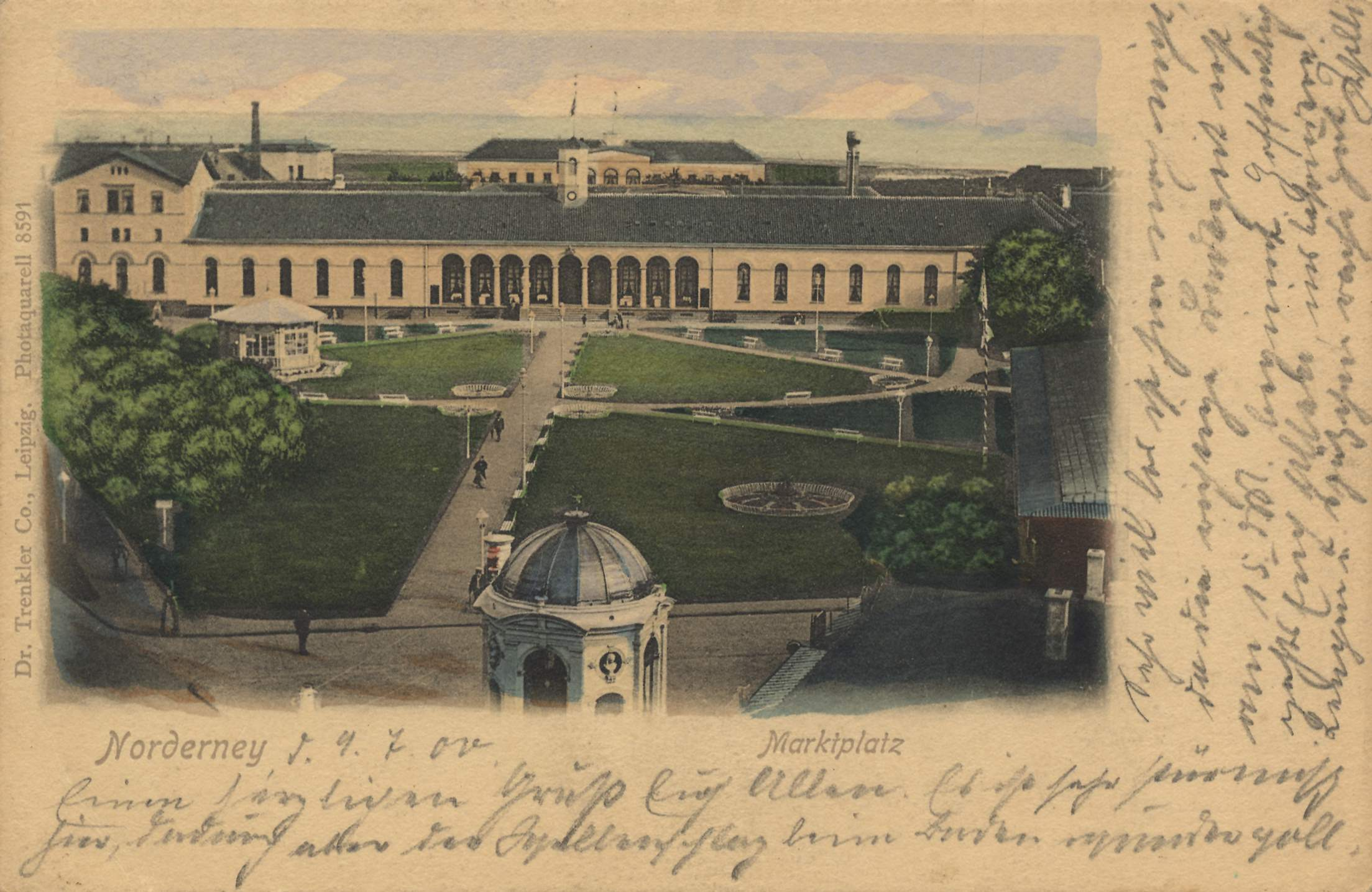
…Conversationshaus um 1900…
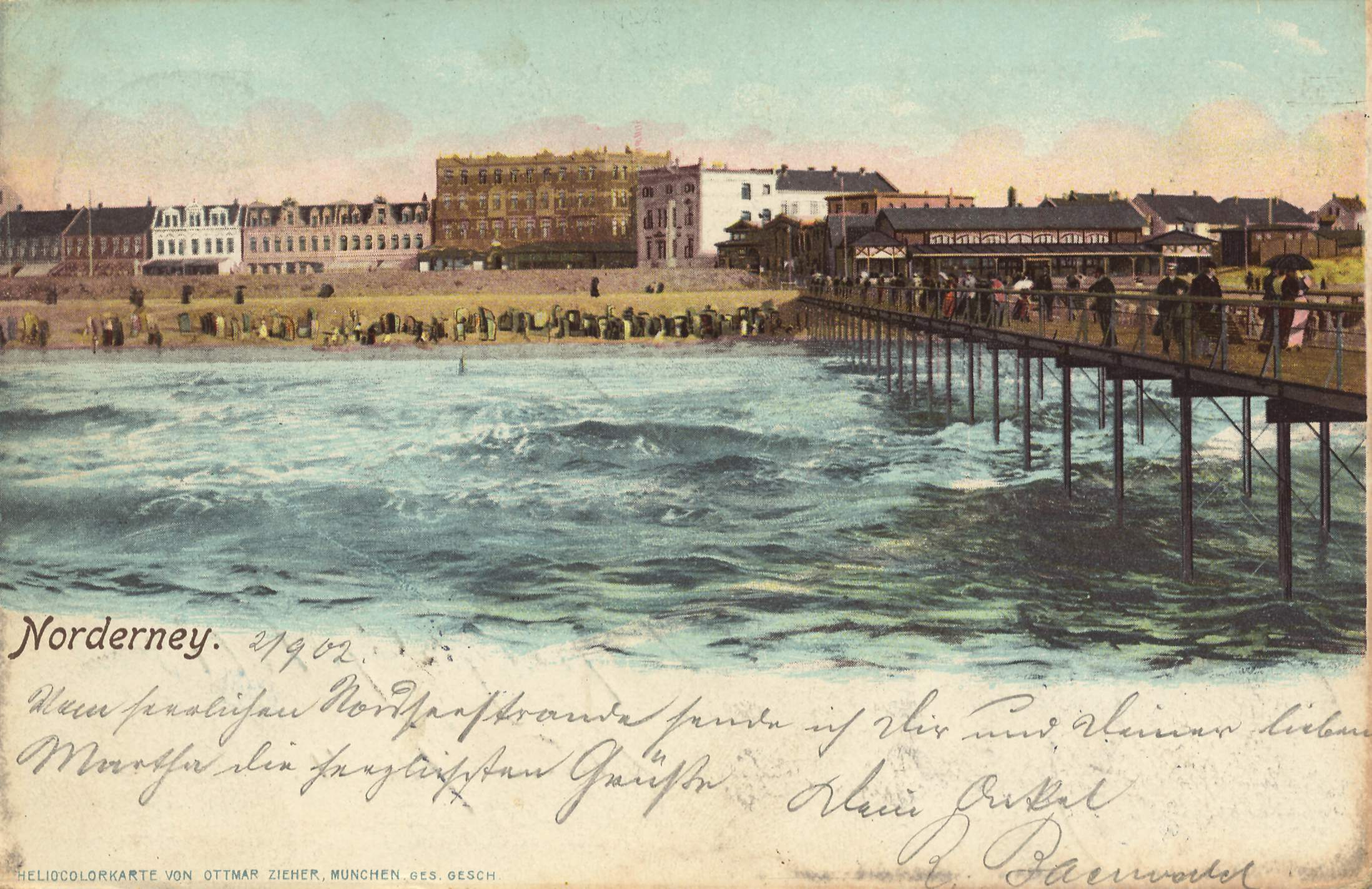
…und Seesteg 1902

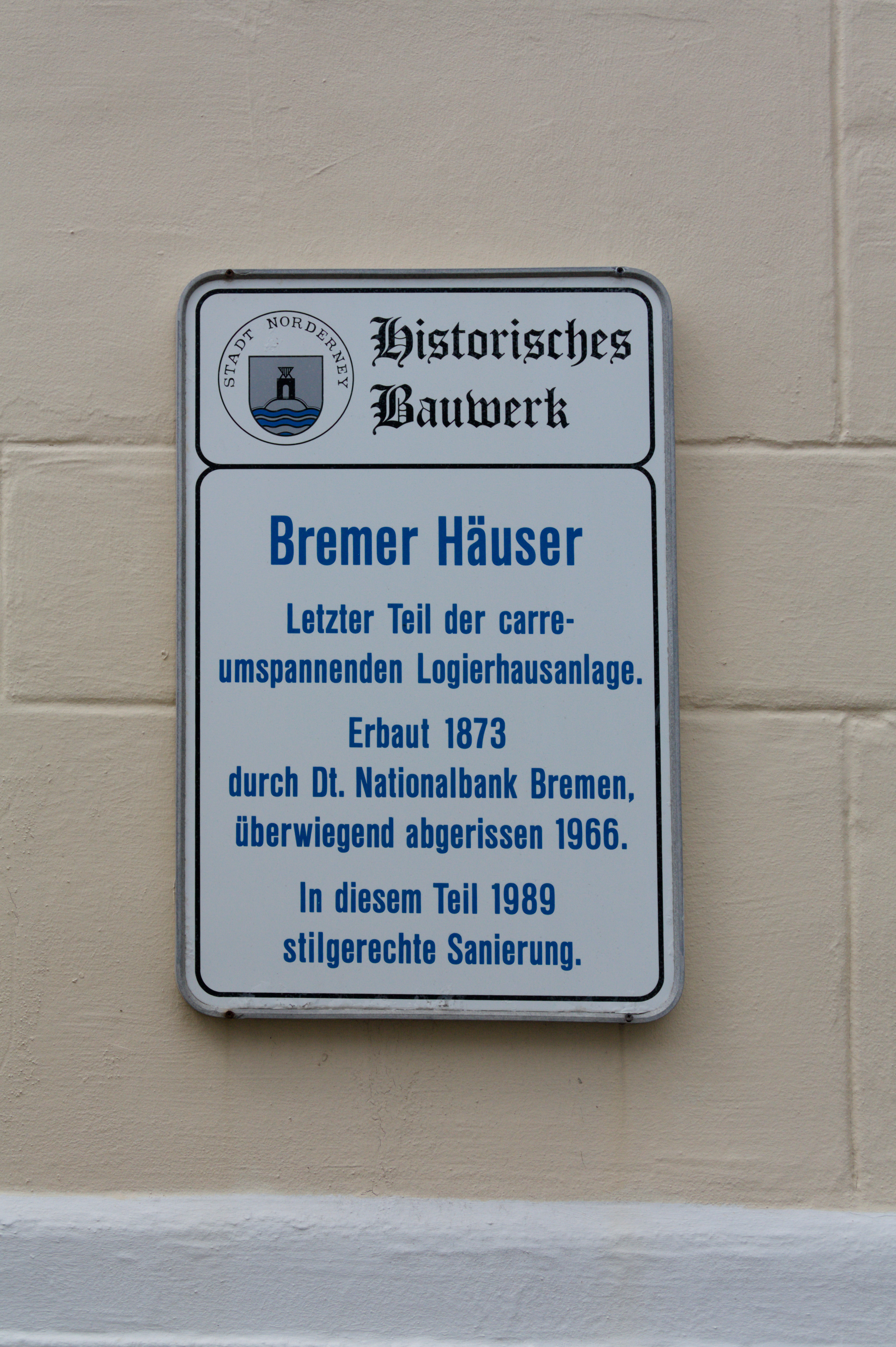
Hinweistafel eines historischen Bauwerks

Die Silhouette der Stadt wird von den herausragenden Hochbauten der 1960er-Jahre an der Nordseite bestimmt. Die Stadt Norderney ist eindeutig städtisch geprägt. Die Zulässigkeit einer höheren Bebauung war seinerzeit eine bewusste Mehrheitsentscheidung des Rates der Stadt. Verbunden damit war die Entstehung vieler Eigentumswohneinheiten, von denen eine wirtschaftlich stärkere Belebung in der Nebensaison erwartet wurde. Durch die hochgeschossigen Bauten an der Kaiserstraße (1965: Die Hochhäuser Nordseeblick mit sieben und zwölf Geschossen sowie 1968 Kaiserhof) konnte eine östliche Bebauungsgrenze an der Lippestraße vereinbart werden. Diese hat bis heute Bestand und ist im Flächennutzungsplan der Stadt verankert.
In früheren Zeiten galt die Umgebungsbebauung als Richtgröße. Durch die Erstellung von Bebauungsplänen für charakteristisch gleiche und zusammenliegende Straßen wurden in den zurückliegenden Jahren Akzente gesetzt. Durch den Denkmalschutz konnten bedeutende Beispiele der Baugeschichte auf der Insel bewahrt werden. So konnten einige größere Gebäudeeinheiten aus der Geschichte der Bäderarchitektur nach einer Entkernung zeitgemäß von innen umgebaut und zugleich im äußeren Erscheinungsbild bewahrt bleiben. Beispiele sind das Hotel Vier Jahreszeiten, die Nordseeklinik, das Kurhotel Germania, das Künstlerhaus und das Inselhotel König.
Das Niedersächsische Denkmalschutzgesetz von 1978 führte 1983 zu einer ersten fachgerechten Erfassung der Baudenkmale im Stadtgebiet. Norderney war der erste Ort in Ostfriesland, in dem denkmalwürdige Bauten systematisch erfasst wurden. Denkmalschutz bedeutet für den Eigentümer die Pflicht zur Erhaltung des Gebäudes. Ein Abriss ist nur dann zulässig, wenn das Gebäude nicht wirtschaftlich ist oder es nicht zumutbar ist, es zu sanieren oder zu erhalten. Eine Erhaltungssatzung wurde vom Rat der Stadt am 25. März 1985 verabschiedet. Eine erste Liste Norderneyer Kulturdenkmale wurde 1987 fertiggestellt und trat am 7. Juli 1987 in Kraft.
Anfang der 1980er-Jahre wurden für 23 Baudenkmale witterungsbeständige Tafeln erstellt, aus denen der Betrachter wesentliche Informationen ersehen kann. Dazu kommen die „Historischen Schaufenster“, die mit historischen Bildern einen Blick in die Vergangenheit vermitteln.
Die Denkmalliste der Insel Norderney umfasst mit Stand 1. November 2023 139 Baudenkmäler, darunter neben Gebäuden im Stil der Bäderarchitektur, Wohnhäuser, Wohn- und Geschäftshäuser, Hotels auch Seezeichen, Kirchen sowie öffentliche Gebäude und Grünanlagen. 18 baulichen Anlagen liegen auf Norderney vor, also Gebäude oder Anlagen, die eine Denkmalgruppe bilden.

## Denkmalliste
| Bild | Bezeichnung                                                      | Lage                                                                    | Beschreibung | Bauzeit                              | Eingetragen seit | Denkmal- nummer |
| --- | ---------------------------------------------------------------- | ----------------------------------------------------------------------- | --- | ------------------------------------ | ---------------- | --- |
| weitere Bilder | Wohn-/Geschäftshaus                                              | Norderney Adolfreihe 1 Flurstück: 030103-009-00126/002 Karte            | Nördlich des Kurplatz gelegen, als „Logirhaus Elimar Weber“ eröffnet. Um 1935 war im Erdgeschoss ein Friseur für Damen und Herren eingerichtet. Heute Nutzung als Spielwarengeschäft Schnieder. Einzeldenkmal gem. § 3.2 NDSchG | 1931                                 |                  | 452020.00039 Wohn-/Geschäftshaus, Adolfreihe 1, Norderney – Eintrag zur Denkmal-ID 34675293 im Denkmalatlas Niedersachsen. Abgerufen am 21. April 2025. DDB Wikidata                                        |
| weitere Bilder | Kurtheater Norderney                                             | Norderney Am Kurtheater 1 Flurstück: 030103-009-00039/002 Karte         | Spätklassizistischer Bau im Stil eines kleinen Residenztheaters, entworfen von Johannes Holtkamp. Nach verschiedenen Umbauten verfügt das Theater, das auch als Kino genutzt wird, über 363 Sitzplätze. Seit den 1950er-Jahren Spielstätte der Landesbühne Niedersachsen Nord. Einzeldenkmal gem. § 3.2 NDSchG | 1893 (Anbau 1913, 1975)              | 1987             | 45202000040 DDB Wikidata |
| weitere Bilder | Leuchtturm                                                       | Norderney Am Leuchtturm 1 Flurstück: 030103-005-00020/004 Karte         | Leuchtturm Norderney, etwa fünf Kilometer östlich der Ortslage 1874 nach Plänen von Bauinspektor Adolf Tolle errichtet. Turmhöhe 53,57 m, Rundumlicht von 20 Seemeilen Sichtweite. Oktogonaler Turmschaft auf quadratischem Grundriss, Backstein. Gruppe gem. § 3.3 NDSchG; in Gruppe baulicher Anlagen: 452020Gr0001 | 1871 – 1874                          |                  | 45202000001 Eintrag zur Denkmal-ID 34671671 im Denkmalatlas Niedersachsen mit weiteren Informationen DDB Wikidata                                                                                           |
| weitere Bilder | Wohnhaus (Leuchtturmwärterhaus)                                  | Norderney Am Leuchtturm 1 Flurstück: 030103-005-00021/000 Karte         | Beim Leuchtturmwärterhaus mit Nebengebäude handelt es sich um einen zweigeschossigen Backsteinbau mit Ziegelziersetzungen unter Walmdach. Der ursprüngliche Zugang erfolgte von Süden. Dort sind heute Fenster verbaut. 1874 zeitgleich mit Leuchtturm für Unterbringung der Leuchtturmwärter und Versorgung erbaut. Firstparelleles Stall- und Nebengebäude. Konstituierender Bestandteil einer Gruppe gem. § 3.3 NDSchG; in Gruppe baulicher Anlagen: 452020Gr0001 | 1871 – 1874                          |                  | 452020.00002M001 Eintrag zur Denkmal-ID 34673514 im Denkmalatlas Niedersachsen mit weiteren Informationen Eintrag zur Denkmal-ID 34671695 im Denkmalatlas Niedersachsen mit weiteren Informationen Wikidata |
| weitere Bilder | Logierhaus, ehem. (Villa Hanebuth)                               | Norderney Am Weststrand 1 Flurstück: 030103-010-00003/001 Karte         | Louise Hanebuth, Witwe des Badeinspektors Hanebuth ließ am Weststrand ein Logierhaus errichten. Dieses wurde überwiegend vom Adel und der bürgerlichen Oberschicht bewohnt. Architekt und Bauunternehmer: Theodor Speer. Zwischen 1921 und 1971 war das Gebäude in Besitz der Stadt Gladbeck und wurde als „Vestisches Kinderheim“ betrieben. Seit 1973 betreibt das Diakonische Werk und der Kirchenkreis Hattingen-Witten eine Familienferienstätte. Name seitdem: „Haus am Weststrand“. Einzeldenkmal gem. § 3.2 NDSchG; in Gruppe baulicher Anlagen: 452020Gr0015 | 1893 – 1894                          |                  | 45202000042 DDB |
| weitere Bilder | Badeanstalt (Weststrandbad)                                      | Norderney Am Weststrand 2 Flurstück: 030103-010-00002/024 Karte         | Badeanstalt mit Gaststube Einzeldenkmal gem. § 3.2 NDSchG; in Gruppe baulicher Anlagen: 452020Gr0015 |                                      |                  | 452020.00041M001 DDB |
| weitere Bilder | Wohnhaus                                                         | Norderney Bäckerstraße 4 Flurstück: 030103-009-00149/000 Karte          | Einzeldenkmal gem. § 3.2 NDSchG |                                      |                  | 45202000043 |
| weitere Bilder | Wohnhaus                                                         | Norderney Benekestraße 3 Flurstück: 030103-013-00124/000 Karte          | Einzeldenkmal gem. § 3.2 NDSchG |                                      |                  | 45202000044 |
| weitere Bilder | Krankenhaus („Seehospiz Kaiserin Friedrich“)                     | Norderney Benekestraße 27-37 Flurstück: 030103-015-00024/036 Karte      | Erbaut als Kinderheilstätte, seit 1888 Seehospiz Kaiserin Friedrich Am 10. September 1958 wurde die Forschungsgemeinschaft für Meeresheilkunde gegründet, die zunächst ihren Sitz im Seehospiz hatte und später nach Wilhelmshaven verlegt wurde. Seit 1. Januar 2014 ist der Name der Klinik Seeklinik Norderney Gruppe gem. § 3.3 NDSchG; in Gruppe baulicher Anlagen: 452020Gr0002 | 1884 – 1886 (Anbau 1971)             |                  | 45202000003 Eintrag zur Denkmal-ID 34671721 im Denkmalatlas Niedersachsen mit weiteren Informationen |
| weitere Bilder | Wohnhaus                                                         | Norderney Benekestraße 55 Flurstück: 030103-013-00013/000 Karte         | Gebäude wird von der Caritas Norderney als Familienunterkunft betrieben. Einzeldenkmal gem. § 3.2 NDSchG |                                      |                  | 45202000045 |
| weitere Bilder | Wohnhaus                                                         | Norderney Benekestraße 57 Flurstück: 030103-013-00002/000 Karte         | Einzeldenkmal gem. § 3.2 NDSchG |                                      |                  | 45202000046 |
| weitere Bilder | Empfangsgebäude (Bahnhof Stelldichein)                           | Norderney Birkenweg 6 Flurstück: 030103-018-00091/046 Karte             | Letzte noch vorhandene Anlage der 1915 erbauten Inselbahn. Die Kleinbahn diente insbesondere für die Errichtung und Versorgung der Küstenbatterien. Einzeldenkmal gem. § 3.2 NDSchG |                                      |                  | 45202000047 |
| weitere Bilder | Wohnhaus                                                         | Norderney Bogenstraße 2 Flurstück: 030103-008-00156/000 Karte           | Einzeldenkmal gem. § 3.2 NDSchG | 1890                                 |                  | 45202000048 |
| weitere Bilder | Wohnhaus                                                         | Norderney Brunnenstraße 1 Flurstück: 030103-003-00090/000 Karte         | Eingeschossiger giebelständiger, dreiachsiger Ziegelbau; weitgehend im originalen Zustand erhalten Einzeldenkmal gem. § 3.2 NDSchG |                                      |                  | 45202000049 |
| weitere Bilder | Basargebäude                                                     | Norderney Bülowallee Flurstück: 030103-009-00099/012 Karte              | 1858 wurde ein erstes Gebäude mit Verkaufsbuden und Wohnungen an gleicher Stelle errichtet. Architekt war Christian Heinrich Tramm. Das Gebäude wurde 1880 durch einen Neubau ersetzt und 1930 umgestaltet. In den Jahren 2005 und 2006 erfolgten Umbauten und umfangreiche Sanierungen an dem Bazargebäude. Seit 2006 befindet sich das Rathaus und die Verwaltung der Staatsbad Norderney GmbH im Gebäude. Einzeldenkmal gem. § 3.2 NDSchG; in Gruppe baulicher Anlagen: 452020Gr0019 | 1880                                 |                  | 45202000051 DDB |
| weitere Bilder | Kurhaus (Conversationshaus)                                      | Norderney Am Kurplatz 1 Flurstück: 030103-009-00099/0017 Karte          | Kurhaus am Kurplatz inmitten der Kuranlage gelegen. Vorgelagerter Musikpavillon, heute Konzertmuschel. Konzertgarten auf der Südseite des Gebäudes. Mittelpunkt der Stadt ist seit der Gründung des Seebades der Kurplatz mit dem Conversationshaus. Erster Bau um 1800 und Generalumbau 1837, wobei die bis heute erhaltene Fassade entstand. Massiver Putzbau, teils mit Putzquaderung, offene Vorhalle mit Rundbogenarkaden mittig, Rundbogenfenster, Walmdächer mit Dachreiter, erbaut um 1850 als sog. Konversationshaus für Badegäste unter Beibehaltung von Kubatur und Proportionen eines hölzernen Vorgängerbaus von um 1800. Die Eckpavillons nachträglich angefügt, der östliche aufgestockt. In diesem Gebäudetrakt befanden sich bis 1914 die Wohnung des und die Büroräume des königlichen Badekommissars. Bedeutung: Geschichtlich, Städtebaulich Einzeldenkmal gem. § 3.2 NDSchG; in Gruppe baulicher Anlagen: 452020Gr0019 | um 1850                              |                  | 45202000052 Eintrag zur Denkmal-ID 34672634 im Denkmalatlas Niedersachsen mit weiteren Informationen DDB Wikidata                                                                                           |
| weitere Bilder | Seewasser-Wellenschimmbad                                        | Norderney Bülowallee Flurstück: 030103-009-00099/012 Karte              | Gruppe gem. § 3.3 NDSchG; in Gruppe baulicher Anlagen: 452020Gr0019 |                                      |                  | 45202000183 |
| weitere Bilder | Güterhalle, ehem. Gepäckabfertigung (Bahnhof, ehem.)             | Norderney Bülowallee 2 Flurstück: 030103-021-00006/003 Karte            | In Etappen zwischen 1896 und 1912 durch die königlich-preußische Bahndirektion als Haus Schiffahrt erbaut. Nach dem Neubau des Hafenterminals im Jahr 2017 wurde die Verwaltung der Reederei Norden-Frisia dorthin um. Der Innenbereich des Haus Schiffahrt wurde daraufhin neu gestaltet. Am 4. Mai 2019 wurde die „HS2 Passage“ mit Gastronomie- und Dienstleistungsangeboten eröffnet. Einzeldenkmal gem. § 3.2 NDSchG | 1896 – 1912                          |                  | 45202000053 DDB |
| weitere Bilder | Verwaltungsgebäude (Bäderverwaltungsbau)                         | Norderney Bülowallee 5 Flurstück: 030103-009-00099/011 Karte            | Einzeldenkmal gem. § 3.2 NDSchG; in Gruppe baulicher Anlagen: 452020Gr0019 | 1884 – 1889                          |                  | 45202000054 |
| weitere Bilder | Sanatorium (Kurklinik (Nordseeklinik))                           | Norderney Bülowallee 6 Flurstück: 030103-009-00081/002 Karte            | Ehemaliges Nordseeheim der Ferienheime für Handel und Industrie der deutschen Gesellschaft für Kaufmanns-Erholungsheime e. V., davor Hotel Bellevue. Heutige Nutzung als Hotel. Einzeldenkmal gem. § 3.2 NDSchG; in Gruppe baulicher Anlagen: 452020Gr0019 |                                      |                  | 45202000055 |
| weitere Bilder | Hotel (Inselhotel König, früher Schuchard’s Hotel mit Bierstube) | Norderney Bülowallee 8 Flurstück: 030103-009-00320/138 Karte            | Um 1920 waren in dem an die Poststraße angrenzenden Gebäudeteil die Geschäftsräume der Osnabrücker Bank und bis 1984 die Oldenburgische Landesbank, zuvor Norderneyer Bank, untergebracht. Einzeldenkmal gem. § 3.2 NDSchG | 1888                                 |                  | 45202000056 DDB |
| weitere Bilder | Pavillon (Cafe Marienhöhe)                                       | Norderney Damenpfad 42a Flurstück: 030103-002-00026/011 Karte           | Einzeldenkmal gem. § 3.2 NDSchG |                                      |                  | 45202000063 |
| weitere Bilder | Wohnhaus (Logierhaus)                                            | Norderney Damenpfad 1 Flurstück: 030103-003-00161/000 Karte             | Eingeschossiger giebelständiger Backsteinbau, verputzt, unter Satteldach. Fensteröffnungen ursprünglich segmentbogig. Verandavorbau (Holz-/Glaskonstruktion) um 1900. Einzeldenkmal gem. § 3.2 NDSchG | 1860 – 1870                          |                  | 45202000057 |
| weitere Bilder | Wohnhaus (Logierhaus)                                            | Norderney Damenpfad 3 Flurstück: 030103-002- Karte                      | Eingeschossiger traufständiger Putzbau unter Satteldach. Verandavorbau (Holz-/Glaskonstruktion) um 1900. Prüffall. | 1865                                 |                  | 45202000190 |
| weitere Bilder | Wohn-/Geschäftshaus (ehem. Logierhaus (Strandhaus Atlantic))     | Norderney Damenpfad 7 Flurstück: 030103-003-00146/001 Karte             | Dreigeschossiger traufständiger Backsteinbau unter Satteldach. Fassadengestaltung durch Ziegelziersetzungen (Gesimse und Verdachungen). Ladenvorbau mit aufgesetztem zweigeschossigem Balkon. Einzeldenkmal gem. § 3.2 NDSchG | 1882 – 1884                          |                  | 45202000058 |
| weitere Bilder | Wohnhaus (Villa Felicitas)                                       | Norderney Damenpfad 15 Flurstück: 030103-003-00317/136 Karte            | Im Kern um 1850 erbaut, Umgestaltung im Jugendstildekor in den Jahren 1906/07 durch Familie Schneider aus Düsseldorf. Gästehaus für den Reichskanzler Fürst von Bülow. Einzeldenkmal gem. § 3.2 NDSchG | 1850                                 |                  | 45202000059 |
| weitere Bilder | Wohnhaus (Logierhaus)                                            | Norderney Damenpfad 29 Flurstück: 030103-002-00096/001 Karte            | Dreigeschossiger traufständiger Putzbau unter Satteldach mit mittigem Zwerchhaus und seitlichen Gauben. Fassadengliederung durch Putzapplikationen und Quaderung. Verandavorbau um 1905, aufgestockt um 1920 Einzeldenkmal gem. § 3.2 NDSchG | 1895                                 |                  | 45202000060 |
| weitere Bilder | Wohnhaus (Logierhaus)                                            | Norderney Damenpfad 30 Flurstück: 030103-002-00095/001 Karte            | Zweigeschossiger traufständiger Putzbau unter Satteldach. Fassadengliederung durch Putzapplikationen. Verandavorbau (Holz-/Glaskonstruktion) um 1905. Einzeldenkmal gem. § 3.2 NDSchG | 1885                                 |                  | 45202000061 |
| weitere Bilder | Milchbar (ehem. Pavillon (Scherls Lesehalle))                    | Norderney Damenpfad 33 Flurstück: 030103-002-00026/007 Karte            | Milchbar Norderney, durch den Berliner Zeitungsverleger August Scherl errichteter Rundpavillon als Buch- und Zeitungsladen mit Lesemöglichkeit. Ab 1935 Restaurant. Umgebaut 1991 mit Beteiligung der Denkmalbehörden. Glasanbau und weitere Modernisierungen im Jahr 2005. Einzeldenkmal gem. § 3.2 NDSchG | 1910                                 |                  | 45202000062 |
| weitere Bilder | Wohnhaus (Logierhaus)                                            | Norderney Damenpfad 38 Flurstück: 030103-002-00014/000 Karte            | Zweigeschossiger traufständiger Backsteinbau, verputzt, unter Satteldach. Fassadengliederung durch Putzlisenen und Segmentbogenfenster. Verandavorbau (Holz-/Glaskonstruktion) um 1950 hinzugekommen. Gruppe gem. § 3.3 NDSchG; in Gruppe baulicher Anlagen: 452020Gr0003 | 1885                                 |                  | 45202000004 |
| weitere Bilder | Wohnhaus (Logierhaus)                                            | Norderney Damenpfad 39 Flurstück: 030103-002-00015/000 Karte            | Zweigeschossiger traufständiger Putzbau unter Satteldach mit mittigem Zwerchhaus. Ursprüngliche Fassadengestaltung nach 1945 entfernt, Fensteröffnungen und Verandavorbau nach 1945 weitgehend erneuert. Gruppe gem. § 3.3 NDSchG; in Gruppe baulicher Anlagen: 452020Gr0003 |                                      |                  | 45202000005 |
| weitere Bilder | Wohnhaus (Logierhaus)                                            | Norderney Damenpfad 40 Flurstück: 030103-002-00016/000 Karte            | Zweigeschossiger traufständiger Putzbau unter Satteldach mit Dachhäuschen unter Schopfwalm. Fassadengliederung durch Putzapplikationen. Fensteröffnungen und Veranda nach 1945 erneuert. Gruppe gem. § 3.3 NDSchG; in Gruppe baulicher Anlagen: 452020Gr0003 |                                      |                  | 45202000006 |
| weitere Bilder | Wohnhaus                                                         | Norderney Damenpfad 42 Flurstück: 030103-002-00012/003 Karte            | Neubau nach 1960 Einzeldenkmal gem. § 3.2 NDSchG; in Gruppe baulicher Anlagen: 452020Gr0003 |                                      |                  | 45202000146 |
| weitere Bilder | Wohnhaus                                                         | Norderney Fischerstraße 7 Flurstück: 030103-008-00230/000 Karte         | Einzeldenkmal gem. § 3.2 NDSchG |                                      |                  | 45202000064 |
| weitere Bilder | Wohnhaus (Logierhaus)                                            | Norderney Friedrichstraße 3 Flurstück: 030103-002-00080/000 Karte       | Kernbau vor 1875, aufgestockt und vergrößert in den Jahren 1880/90. Zweigeschossiger traufständiger Backsteinbau, verputzt, unter Satteldach. Putzgliederungen sowie im Erdgeschoss Putzfugenschnitt. Einzeldenkmal gem. § 3.2 NDSchG | 1875                                 |                  | 45202000065 |
| weitere Bilder | Wohn-/Geschäftshaus                                              | Norderney Friedrichstraße 13 Flurstück: 030103-007-00047/001 Karte      | Kernbau vor 1875, Erweiterung/Neubau in den Jahren 1894/96. Dreigeschossiger Eckbau zur Heinrichstraße unter Flachdach mit Kranzgesims. Putzgliederungen. Alter Ladeneinbau mit Gusseisensäulen (Betonsäulen) Um 1910 im Besitz des Kaufmanns Heye Bakker. Einzeldenkmal gem. § 3.2 NDSchG; in Gruppe baulicher Anlagen: 452020Gr0017 | 1875                                 |                  | 45202000066 |
| weitere Bilder | Wohnhaus (Haus Irma)                                             | Norderney Friedrichstraße 21 Flurstück: 030103-007-00055/000 Karte      | Dreigeschossiger traufständiger Putzbau unter flachgeneigtem Pultdach. Fassadengliederung durch Putzapplikationen, im Erdgeschoss Fugenschnitt. Verandavorbau ursprünglich offene Holzkonstruktion. Wohn- und Logierhaus mit Verandavorbau im Stil des ausgehenden 19. Jahrhunderts 1896 erbaut. Zunächst Meyer’s Logierhaus, danach Haus Irma und Landhuis am Denkmal. Restauriert 1996, seit 2014 unter neuer Leitung und in Logierhaus umbenannt. Einzeldenkmal gem. § 3.2 NDSchG | 1896                                 |                  | 45202000067 |
| weitere Bilder | St. Ludgerus (kath.)                                             | Norderney Friedrichstraße 22 Flurstück: 030103-008-00070/003 Karte      | Sakristeianbau 1910 Gruppe gem. § 3.3 NDSchG; in Gruppe baulicher Anlagen: 452020Gr0004 | 1884                                 |                  | 45202000007 |
| weitere Bilder | Pfarrhaus, kath.                                                 | Norderney Friedrichstraße 22 Flurstück: 030103-008-00070/003 Karte      | Dreigeschossiger dreiachsiger übergiebelter Backsteinbau, als Anbau an den Chor der Pfarrkirche errichtet. Gruppe gem. § 3.3 NDSchG; in Gruppe baulicher Anlagen: 452020Gr0004 | 1910                                 |                  | 45202000008 |
| weitere Bilder | Wohn-/Geschäftshaus                                              | Norderney Friedrichstraße 30 Flurstück: 030103-008-00029/001 Karte      | Dreigeschossiger Eckbau zur Poststraße unter Flachdach. Ursprünglich reiches Putzdekor, überwiegend nach 1945 entfernt. Ladenbereich im Erdgeschoss stark verändert. Einzeldenkmal gem. § 3.2 NDSchG; in Gruppe baulicher Anlagen: 452020Gr0017 | 1904                                 |                  | 45202000068 |
| weitere Bilder | Wohnhaus (Logierhaus (ehem. Doppelhaus))                         | Norderney Friedrichstraße 35 Flurstück: 030103-002-00133/000 Karte      | Dreigeschossiger Putzbau mit Jugendstildekor unter Flachdach an der Ecke zur Karlstraße. Ursprünglich als Logierhaus ohne Küchen- und Wirtschaftsräume erbaut. Nr. 35a verändert, Nr. 35 gusseiserne Säulen und Brüstungen Einzeldenkmal gem. § 3.2 NDSchG | 1906                                 |                  | 45202000069 |
| weitere Bilder | Wohnhaus (Logierhaus)                                            | Norderney Friedrichstraße 36 Flurstück: 030103-002-00131/002 Karte      | Das Gebäude wurde nach 1905 erheblich verändert. Verandavorbau nach 1945. Ladeneinbau (nach 1945) an der Ecke zur Tollestraße. Einzeldenkmal gem. § 3.2 NDSchG | 1875                                 |                  | 45202000071 |
| | Wohnhaus (Haus Holtkamp)                                         | Norderney Gartenstraße Flurstück: 030103-012-                           | Prüffall |                                      |                  | 45202000147 |
| weitere Bilder | Wohnhaus                                                         | Norderney Gartenstraße 13 Flurstück: 030103-012-00094/001 Karte         | Einzeldenkmal gem. §3.2 NDSchG |                                      |                  | 45202000073 |
| weitere Bilder | Evangelisches Gemeindehaus                                       | Norderney Gartenstraße 20 Flurstück: 030103-012-00085/000 Karte         | Evangelisches Gemeindehaus mit großem Saal. Einzeldenkmal gem. § 3.2 NDSchG | 1904 – 1908                          |                  | 45202000074 Eintrag zur Denkmal-ID 34676008 im Denkmalatlas Niedersachsen mit weiteren Informationen |
| weitere Bilder | Bastion, ehem. (Dünenbefestigung)                                | Norderney Georgshöhe Flurstück: 030103-004-00001/000 Karte              | Dünenbefestigung der ehemaligen Bastion mit Aussichtsplattform Konstituierender Bestandteil einer Gruppe gem. § 3.3 NDSchG; in Gruppe baulicher Anlagen: 452020Gr0005 |                                      |                  | 452020.00009M001 DDB |
| weitere Bilder | ehemalige Signalstation                                          | Norderney Georgshöhe Flurstück: 030103-014-00001/008 Karte              | Ehemalige Sturmsignalstation mit Wasserreservoir. Seit 1947 Wetterwarte des Deutschen Wetterdienstes und Außenstelle des meteorologischen Dienstes. Gruppe gem. § 3.3 NDSchG; in Gruppe baulicher Anlagen: 452020Gr0005 | 1942                                 |                  | 45202000010 DDB |
| weitere Bilder | Erholungsheim, ehem. (Kindererholungsheim Marienhaus)            | Norderney Georgstraße 4/5 Flurstück: 030103-003-00084/002 Karte         | Symmetrischer zweigeschossiger Backsteinbau mit übergiebeltem Mittelrisalit. Angepasster zweigeschossiger Erweiterungsbau unter Mansarddach von 1913. Rückwärtige Anbauten zwischen 1906–09. Einzeldenkmal gem. § 3.2 NDSchG | 1899                                 |                  | 45202000075 |
| weitere Bilder | Wohnhaus (Villa Jagardis)                                        | Norderney Georgstraße 6 Flurstück: 030103-003-00081/003 Karte           | Zweigeschossiger traufständiger Ziegelbau mit offener Veranda, geschlämmt, unter Satteldach. Mittige Erschließung. Kranzgesims. Stichbogenfenster mit Verdachung (Ziegelziersetzung). Umbau 1891, im Kern älter; Loggia um 2000 erneuert. Einzeldenkmal gem. § 3.2 NDSchG | vor 1890                             |                  | 45202000076 |
| weitere Bilder | Kirche (Stella Maris, kath.)                                     | Norderney Goebenstraße 1a Flurstück: 030103-007-00073/002 Karte         | Weißer kubischer Baukörper. Architekt:Dominikus Böhm Einzeldenkmal gem. § 3.2 NDSchG | 1931–32                              |                  | 45202000077 Eintrag zur Denkmal-ID 34676092 im Denkmalatlas Niedersachsen mit weiteren Informationen DDB Wikidata                                                                                           |
| weitere Bilder | Wohnhaus                                                         | Norderney Halemstraße 7 Flurstück: 030103-007-00020/000 Karte           | Wohnhaus mit offenem Verandenvorbau. Bauherr war der Verleger Carl Müller-Grote aus Berlin. Eines der ersten Gebäude in der Halemstraße, im preußischen Quartier des Ortes. Ab 1866 in Besitz der Familie Kohlstedt, Hotelier des Kaiserhofes und Pächter der Giftbude bei der Georgshöhe. Danach im Besitz der Familie des Hoteliers Schuchardt. 2003 restauriert. Einzeldenkmal gem. § 3.2 NDSchG | 1875                                 |                  | 45202000078 DDB |
| weitere Bilder | Wohnhaus                                                         | Norderney Halemstraße 8 Flurstück: 030103-007-00021/000 Karte           | Zweigeschossiger traufständiger Backsteinbau (verputzt) unter Satteldach. Horizontale Fassadengliederung durch Putzapplikationen und Verdachungen. Segmentbogenfenster. Ladenanbau 1901. Einzeldenkmal gem. § 3.2 NDSchG | 1884 – 1889                          |                  | 45202000079 DDB |
| weitere Bilder | Wohnhaus                                                         | Norderney Heinrichstraße 2 Flurstück: 030103-007-00031/000 Karte        | Einzeldenkmal gem. § 3.2 NDSchG |                                      |                  | 45202000080 |
| weitere Bilder | Gaststätte (Altdeutsche Weinstube)                               | Norderney Heinrichstraße 9 Flurstück: 030103-007-00067/002 Karte        | Als „Altdeutsche Weinstube“ von Lambert Borg im Burgenstil errichtet. Einzeldenkmal gem. § 3.2 NDSchG | 1885                                 |                  | 45202000143 |
| weitere Bilder | Denkmalanlage (Kaiser-Wilhelm-Denkmal)                           | Norderney Herrenpfad Flurstück: 030103-008-00273/004 Karte              | An der Kreuzung von Knyphausenstraße, Friedrichstraße, Herrenpfad stehendes und zu Ehren Kaiser Wilhelms erbautes steinernes Denkmal. Herkunft der gestifteten Steine aus den Reichsgauen. 1918 Demontage der Kaiserbüste zu Kriegszwecken. Seit 1938 Möwe als Sinnbild der Nordsee auf dem nach Norden zeigenden Sockel. Einzeldenkmal gem. § 3.2 NDSchG | 1899                                 |                  | 45202000084 DDB |
| weitere Bilder | Wohnhaus                                                         | Norderney Herrenpfad 15 Flurstück: 030103-008-00071/000 Karte           | Einzeldenkmal gem. § 3.2 NDSchG |                                      |                  | 45202000082 |
| weitere Bilder | Hotel (Hotel Rheinischer Hof)                                    | Norderney Herrenpfad 25 Flurstück: 030103-009-00153/000 Karte           | Einzeldenkmal gem. § 3.2 NDSchG |                                      |                  | 45202000083 |
| weitere Bilder | Seezeichen (Kap)                                                 | Norderney In den Dünen Flurstück: 030103-015-00051/039 Karte            | Seezeichen mit Düne. Erstmals 1849 an der gleichen Stelle als pyramidenförmiges, 12 Meter hohes Balkengerüst aus Holz errichtet. 1870 abgerissen und durch ein steinernes oktogonales Bauwerk ersetzt. 1930 in gleicher Form neu errichtet. Neu errichtet 2017. Wahrzeichen der Insel und Symbol des Stadtwappens. Einzeldenkmal gem. § 3.2 NDSchG | 1870 komplette Neuerrichtung 2016/17 | 1870             | 452020.00085M001 |
| weitere Bilder | Neuer Friedhof                                                   | Norderney Jann-Berghaus-Straße 31 Flurstück: 030103-016-00001/001 Karte | Friedhof mit Kapelle Konstituierender Bestandteil einer Gruppe gem. § 3.3 NDSchG; in Gruppe baulicher Anlagen: 452020Gr0006 |                                      |                  | 452020.00011M001 Eintrag zur Denkmal-ID 34671916 im Denkmalatlas Niedersachsen mit weiteren Informationen                                                                                                   |
| weitere Bilder | Maschinenhaus (Städtisches Wasserwerk)                           | Norderney Jann-Berghaus-Straße 34 Flurstück: 030103-016-00009/003 Karte | Einzeldenkmal gem. § 3.2 NDSchG; in Gruppe baulicher Anlagen: 452020Gr0016 |                                      |                  | 45202000087 Eintrag zur Denkmal-ID 34672791 im Denkmalatlas Niedersachsen mit weiteren Informationen |
| weitere Bilder | Wasserturm (Städtisches Wasserwerk)                              | Norderney Jann-Berghaus-Straße 34 Flurstück: 030103-016-00009/003 Karte | Einzeldenkmal gem. § 3.2 NDSchG; in Gruppe baulicher Anlagen: 452020Gr0016 | 1929                                 |                  | 45202000151 Eintrag zur Denkmal-ID 34673223 im Denkmalatlas Niedersachsen mit weiteren Informationen Wikidata                                                                                               |
| weitere Bilder | Wohnhaus (Maschinistenwohnhaus (Wasserwerk))                     | Norderney Jann-Berghaus-Straße 34 Flurstück: 030103-016-00009/003       | Einzeldenkmal gem. § 3.2 NDSchG; in Gruppe baulicher Anlagen: 452020Gr0016 |                                      |                  | 45202000152 Eintrag zur Denkmal-ID 34673248 im Denkmalatlas Niedersachsen mit weiteren Informationen |
| weitere Bilder | Pumpstation (Zirkus (Städtisches Wasserwerk))                    | Norderney Jann-Berghaus-Straße 42 Flurstück: 030103-019-00014/000       | Einzeldenkmal gem. § 3.2 NDSchG; in Gruppe baulicher Anlagen: 452020Gr0016 |                                      |                  | 45202000086 Eintrag zur Denkmal-ID 34672762 im Denkmalatlas Niedersachsen mit weiteren Informationen |
| weitere Bilder | Schule                                                           | Norderney Jann-Berghaus-Straße 56 Flurstück: 030103-012-00077/000 Karte | Einzeldenkmal gem. § 3.2 NDSchG | 1900                                 |                  | 45202000088 |
| weitere Bilder | Wohnhaus                                                         | Norderney Janusstraße 6 Flurstück: 030103-009-00024/003 Karte           | In der Villa waren unter anderem das Bürgermeisteramt und eine Arztpraxis untergebracht. In den 1970er-Jahren wurde die Villa erstmals als Hotel geführt. Einzeldenkmal gem. § 3.2 NDSchG | 1927                                 |                  | 45202000090 |
| weitere Bilder | Hotel (ehem. Strandhotel Mahns)                                  | Norderney Kaiserstraße 24 Flurstück: 030103-014-00012/001 Karte         | Hotelkomplex an der Ecke zur Moltkestraße. Viergeschossiger Putzbau unter Flachdach (3. Obergeschoss als Attikageschoss ausgebildet) mit Kranzgesims. Putzapplikationen und Eckquaderung. Einzeldenkmal gem. § 3.2 NDSchG; in Gruppe baulicher Anlagen: 452020Gr0011 | 1884 – 1888                          |                  | 45202000091 |
| weitere Bilder | Wohnhaus (Logierhaus)                                            | Norderney Kirchstraße 3 Flurstück: 030103-002-00112/000 Karte           | Giebelständiger eingeschossiger Backsteinbau unter Satteldach. Originale Fenster erhalten. Einzeldenkmal gem. § 3.2 NDSchG | 1853                                 |                  | 45202000180 |
| weitere Bilder | Wohnhaus (Haus Wessels)                                          | Norderney Kirchstraße 9 Flurstück: 030103-003-00029/001 Karte           | Einzeldenkmal gem. § 3.2 NDSchG |                                      |                  | 45202000149 |
| weitere Bilder | Wohnhaus                                                         | Norderney Kirchstraße 11 Flurstück: 030103-003-00028/003 Karte          | Das „Martin-Luther-Haus“ steht gegenüber der Kirche, darin untergebracht sind das Gemeindebüro und Veranstaltungsräume sowie der „Weltladen“. Einzeldenkmal gem. § 3.2 NDSchG | 1897                                 |                  | 45202000092 |
| weitere Bilder | Wohn-/Geschäftshaus (Apotheke)                                   | Norderney Kirchstraße 12 Flurstück: 030103-009-00402/193 Karte          | Einzeldenkmal gem. § 3.2 NDSchG |                                      |                  | 45202000093 |
| weitere Bilder | Kirche, ev.-luth.                                                | Norderney Kirchstraße 12a Flurstück: 030103-002-00015/008 Karte         | Die Evangelische Inselkirche Norderney wurde 1878/79 im neugotischen Stil errichtet. Im Kirchenschiff befinden sich zwei Votivschiffe. Vorgängerbauten sind bereits vor 1520 vermerkt. Das vor dem Gebäude stehende Luther-Denkmal wurde vom Bildhauer Högl gefertigt und 1883 aufgestellt. Unter Denkmalschutz stehen auch der Kirchhof und der Baumbestand Einzeldenkmal gem. § 3.2 NDSchG | 1879                                 |                  | 452020.00094M001 DDB |
| weitere Bilder | Evangelisches Pfarrhaus                                          | Norderney Kirchstraße 13 Flurstück: 030103-008-00192/001 Karte          | Evangelisches Pfarrhaus mit Jungedräumen. Einzeldenkmal gem. § 3.2 NDSchG | 1897                                 |                  | 45202000111 |
| weitere Bilder | Wohnhaus (Dependance Hotel-Bruns)                                | Norderney Kirchstraße 22 Flurstück: 030103-009-00164/005 Karte          | Gruppe gem. § 3.3 NDSchG; in Gruppe baulicher Anlagen: 452020Gr0008 |                                      |                  | 45202000015 |
| weitere Bilder | Wohnhaus                                                         | Norderney Knyphausenstraße 1 Flurstück: 030103-001-00058/000 Karte      | Einzeldenkmal gem. § 3.2 NDSchG |                                      |                  | 45202000095 |
| weitere Bilder | Wohnhaus                                                         | Norderney Knyphausenstraße 4 Flurstück: 030103-007-00070-000 Karte      | Einzeldenkmal gem. § 3.2 NDSchG; in Gruppe baulicher Anlagen: 452020Gr0007 |                                      |                  | 45202000012 |
| weitere Bilder | Wohnhaus                                                         | Norderney Knyphausenstraße 5 Flurstück: 030103-007-00071-000 Karte      | Gruppe gem. § 3.3 NDSchG; in Gruppe baulicher Anlagen: 452020Gr0007 |                                      |                  | 45202000013 |
| weitere Bilder | Wohnhaus                                                         | Norderney Knyphausenstraße 6 Flurstück: – Karte                         | Konstituierender Bestandteil einer Gruppe gem. § 3.3 NDSchG; in Gruppe baulicher Anlagen: 452020Gr0007 |                                      |                  | 45202000136 |
| weitere Bilder | Wohnhaus                                                         | Norderney Knyphausenstraße 26 Flurstück: 030103-008-00114/003 Karte     | An der Ecke Knyphausenstraße/Seilerstraße gelegenes Logierhaus. Vom Zimmermeister G. J. Dirks aus Norderney umgebautes und umgestaltetes Wohnhaus. Heute Villa Liewald. Einzeldenkmal gem. § 3.2 NDSchG | 1895                                 |                  | 45202000096 |
| weitere Bilder | Wohnhaus                                                         | Norderney Kreuzstraße 7 Flurstück: 030103-007-00067/002 Karte           | Einzeldenkmal gem. § 3.2 NDSchG |                                      |                  | 45202000144 |
| weitere Bilder | Wohnhaus                                                         | Norderney Kreuzstraße 11 Flurstück: 030103-007-00040/000 Karte          | Einzeldenkmal gem. § 3.2 NDSchG |                                      |                  | 45202000097 |
| weitere Bilder | Wohnhaus                                                         | Norderney Kreuzstraße 12 Flurstück: 030103-007-00041/000 Karte          | Einzeldenkmal gem. § 3.2 NDSchG |                                      |                  | 45202000098 |
| weitere Bilder | Geschäftshaus (Zeitungs- und Druckereigebäude)                   | Norderney Lange Straße 6 Flurstück: 030103-008-00227/001 Karte          | Einzeldenkmal gem. § 3.2 NDSchG | 1910                                 |                  | 45202000099 |
| weitere Bilder | Hotel (Bruns-Hotel)                                              | Norderney Lange Straße 7 Flurstück: 030103-009-00164/005 Karte          | Gruppe gem. § 3.3 NDSchG; in Gruppe baulicher Anlagen: 452020Gr0008 |                                      |                  | 45202000014 |
| weitere Bilder | Gasthaus (ehemalige Städtische Meierei)                          | Norderney Lippestraße 24 Flurstück: 030103-001-00046/200 Karte          | Gebäude mit Scheune. Eingeschossiger giebelständiger Wohnteil mit Blendgiebel, Lisenen und Ziegelziersetzung, nach Norden anschließender langgestreckter Wirtschaftsteil (Scheune) in Backstein unter Krüppelwalm. Der Betrieb wurde nach Anlegung der Rieselfelder (heutige Meiereiwiesen) von der Gemeinde Norderney errichtet, um dort Kühe zu halten. Mit deren Milch wurden die Kinderheime des Ortes beliefert. Um 1900 gastronomischer Betrieb und Ausflugslokal. Von 1962 bis 1981 als Reitschule und Reiterhof betrieben. Seit 1982 Café und Restaurant. 2018 Neueröffnung eines Ausflugslokals. Einzeldenkmal gem. § 3.2 NDSchG | 1881                                 |                  | 452020.00100M001 |
| weitere Bilder | Wohnhaus                                                         | Norderney Luciusstraße 31 Flurstück: 030103-013-00012/000 Karte         | Einzeldenkmal gem. § 3.2 NDSchG |                                      |                  | 45202000101 |
| weitere Bilder | Wohnhaus (Logierhaus)                                            | Norderney Luisenstraße 11 Flurstück: 030103-003-00138/002 Karte         | Durch den Statiker W. Reinke für Peter E. Vischer errichtetes Logierhaus. Dreigeschossiger traufständiger Putzbau unter Satteldach. Putzgliederungen, Mittelachse durch vorgelegte Rundsäulen betont. Verandavorbau (Holz-/ Glaskonstruktion) mehrfach verändert. Um 1920 „Logierhaus Visser“. Einzeldenkmal gem. § 3.2 NDSchG; in Gruppe baulicher Anlagen: 452020Gr0009 | 1900                                 |                  | 45202000017 |
| weitere Bilder | Wohnhaus (Logierhaus)                                            | Norderney Luisenstraße 25 Flurstück: 030103-002-00152/005 Karte         | Dreigeschossiger Putzbau mit Putzgliederungen. Fenster und Türen erneuert, Balkone und Verandavorbau nach 1945 beseitigt. Modernisierung 2019. Einzeldenkmal gem. § 3.2 NDSchG | 1904 – 1908                          |                  | 45202000167 |
| weitere Bilder | Wohnhaus (Haus Wöhrde)                                           | Norderney Luisenstraße 26 Flurstück: 030103-002-00117/000 Karte         | Dreigeschossiger Putzbau an der Ecke Luisenstraße/Jann-Berghaus-Straße. Putzgliederungen. Fenster und Türen erneuert, Balkone und Verandavorbau nach 1945 beseitigt. Einzeldenkmal gem. § 3.2 NDSchG | 1904 – 1908                          |                  | 45202000103 |
| weitere Bilder | Wohnhaus (Logierhaus)                                            | Norderney Luisenstraße 31 Flurstück: 030103-003-00036/000 Karte         | Zweigeschossiger traufständiger Putzbau unter Satteldach. Einfaches Dekor durch Putzprofilierungen. Originale Haustür. Verandavorbau (Holz-/ Glaskonstruktion). Gruppe gem. § 3.3 NDSchG; in Gruppe baulicher Anlagen: 452020Gr0009 | 1885                                 |                  | 45202000018 |
| weitere Bilder | Wohnhaus (Logierhaus)                                            | Norderney Luisenstraße 32 Flurstück: 030103-003-00037/000 Karte         | Zweigeschossiger traufständiger Putzbau unter Satteldach. Einfaches Dekor durch Putzgliederungen. Verandavorbau nach 1945 massiv ersetzt. Gruppe gem. § 3.3 NDSchG; in Gruppe baulicher Anlagen: 452020Gr0009 | 1885                                 |                  | 45202000019 |
| weitere Bilder | Wohnhaus (Luisenhof (Pensionshaus))                              | Norderney Luisenstraße 33 Flurstück: 030103-003-00038/003 Karte         | Dreigeschossiger Putzbau unter Flachdach, ursprünglich mit Attikaabschluß. Jugendstil-Putzdekor teilweise beseitigt bzw. reduziert. Fenster überwiegend erneuert. Verandavorbau beseitigt. Einzeldenkmal gem. § 3.2 NDSchG; in Gruppe baulicher Anlagen: 452020Gr0009 | 1894 – 1896                          |                  | 45202000104 |
| weitere Bilder | Wohnhaus (Logierhaus)                                            | Norderney Lüttji Damenpfad 4 Flurstück: 030103-002-00102/001 Karte      | Eingeschossiger traufständiger Putzbau unter Schopfwalmdach. Fenster straßenseitig zweigeteilt mit Oberlicht und Sprossung sowie Verandavorbau (Holz-/Glaskonstruktion) um 1910 Einzeldenkmal gem. § 3.2 NDSchG | 1865                                 |                  | 45202000089 |
| weitere Bilder | Wohnhaus (ehem. Zolldienstgebäude)                               | Norderney Marienstraße 2 Flurstück: 030103-011-00091/007 Karte          | Gruppe gem. § 3.3 NDSchG; in Gruppe baulicher Anlagen: 452020Gr0010 |                                      |                  | 45202000020 DDB |
| weitere Bilder | Wohnhaus                                                         | Norderney Marienstraße 3 Flurstück: 030103-011-00090/000 Karte          | Gruppe gem. § 3.3 NDSchG; in Gruppe baulicher Anlagen: 452020Gr0010 |                                      |                  | 45202000021 |
| weitere Bilder | Wohnhaus                                                         | Norderney Marienstraße 4 Flurstück: 030103-011-00089/002 Karte          | Gruppe gem. § 3.3 NDSchG; in Gruppe baulicher Anlagen: 452020Gr0010 |                                      |                  | 45202000022 |
| weitere Bilder | Wohnhaus                                                         | Norderney Marienstraße 5 Flurstück: 030103-011-00105/088 Karte          | Gruppe gem. § 3.3 NDSchG; in Gruppe baulicher Anlagen: 452020Gr0010 |                                      |                  | 45202000023 |
| [[Vorlage:Bilderwunsch/code!/C:53.704875,7.149429!/D:Wohnhaus (Doppelhaus (Logierhaus)), Marienstraße 9 Flurstück: 030103-011-00082/000 !/\|BW]] | Wohnhaus (Doppelhaus (Logierhaus))                               | Norderney Marienstraße 9 Flurstück: 030103-011-00082/000 Karte          | Einzeldenkmal gem. § 3.2 NDSchG |                                      |                  | 45202000138 |
| weitere Bilder | Erholungsheim (Haus Wilhelm-Augusta)                             | Norderney Marienstraße 14 Flurstück: 030103-011-00075/001 Karte         | 1890 nach Umbau zweier Fischerhäuser als Heim eines Lehrerinnenvereins eröffnet. Front mit Fachwerk ca. 1900/04 entstanden. Seit 1954 Kur- und Freizeitheim des Diakonischen Werkes Braunschweig. Einzeldenkmal gem. § 3.2 NDSchG | 1890                                 |                  | 45202000105 DDB |
| weitere Bilder | Mühle (Windmühle)                                                | Norderney Marienstraße 23 Flurstück: 030103-019-00018/003 Karte         | Die Inselmühle Norderney ist eine als Getreidemühle erbaute Holländerwindmühle mit Wirtschaftsgebäude. Eines der Wahrzeichen der Stadt. Einzige Mühle auf einer der Ostfriesischen Inseln. Einzeldenkmal gem. § 3.2 NDSchG | 1862                                 |                  | 452020.00106M001 Eintrag zur Denkmal-ID 34678052 im Denkmalatlas Niedersachsen mit weiteren Informationen DDB Wikidata                                                                                      |
| weitere Bilder | Wohnhaus (Müllerhaus)                                            | Norderney Marienstraße 24 Flurstück: 030103-019-00018/004 Karte         | Einzeldenkmal gem. § 3.2 NDSchG |                                      |                  | 45202000181 |
| weitere Bilder | Wohnhausgruppe (Nordstrand Perle (Bremer Häuser))                | Norderney Moltkestraße 3 Flurstück: 030103-007-00130/008 Karte          | Baubeginn des aus zunächst 15 Logierhäusern bestehenden Ensembles in einem ehemaligen Dünengelände zwischen der Kaiser- und Roonstraße sowie Moltke- und Bismarckstraße war 1873. In den Logierhäusern befanden sich 210 Gästezimmer, die von einzelnen Personen bezogen werden konnten, dazu Zimmerfluchten für Familien mit Bedienungspersonal. 1965 wurden wesentliche Teile der Anlage an der Kaiser- und Bismarckstraße abgetragen. Heute befinden sich an dieser Stelle die beiden die Silhouette prägenden Hochhäuser. Teile der Architektur sind am „Apart-Hotel Nordstrand Perle“ (Moltkestraße 2–5) erhalten geblieben. Einzeldenkmal gem. § 3.2 NDSchG; in Gruppe baulicher Anlagen: 452020Gr0011 | 1873                                 |                  | 45202000024 |
| weitere Bilder | Wohnhaus (Logierhaus)                                            | Norderney Moltkestraße 6 Flurstück: 030103-007-00077/000 Karte          | Als „Preußisches Palais“ gegenüber der Bremer Häuser im Jahr 1885 errichteter spätklassizistischer Bau. Bauherr war der Norderneyer Bauunternehmer Reemt Meyer. Historische Bedeutung aufgrund der zur Moltkestraße hin verglasten Veranda mit korinthischen Säulen. Gruppe gem. § 3.3 NDSchG; in Gruppe baulicher Anlagen: 452020Gr0011 | 1885                                 |                  | 45202000027 |
| weitere Bilder | Pension (Erholungsheim Justitia)                                 | Norderney Moltkestraße 11 Flurstück: 030103-014-00028/000 Karte         | Ehemalige Pension Dippell in der Moltkestraße. Heute ist es das Ferienhaus Justitia. Bauherr des Hauses war der Gutsbesitzer Joseph Höthe aus Münster, der es als Logierhaus für Badegäste betrieb. Bereits 1893 wird als Besitzer der Geometer a. D. und Auktionator Otto Kuhlmann genannt, der nach einem Jahr das Haus an den Norderneyer Kaufmann Diedrich Jacob Eils (1868–1951) veräußerte. Dieser betrieb darin eine „Colonial- und Drogen-, Delikatessen-und Cigarren- und Weinhandlung“. Schon nach wenigen Jahren wechselte das Haus erneut den Besitzer: Louise Dippell (1858–1931), die aus Norden stammte, führte das Haus nun wieder als Pension mit 50 Betten. Ihr folgte 1920 der Berliner Arzt Dr. Ferdinand Steingießer, der die Pension auf 70 Betten vergrößerte. Im Badeprospekt 1931 wird die Pension als „vornehmstes Familienhaus“ bezeichnet. Mit der Weltwirtschaftskrise und der Ausgrenzung jüdischer Badegäste ab 1933 geriet auch Dr. Steingießer in wirtschaftliche Not. 1935 wurde die Pension versteigert. Käufer war das „Deutsche Reich, Reichsfinanzverwaltung“. Nach dem Krieg befand sich in dem Haus eine Finanzschule, ab 1960 war es zunächst eine Einrichtung des Sozialvereins der Justizangehörigen des Landes Niedersachsen, später dann des Bildungs- und Erholungswerkes (BEW) Hannover. Einzeldenkmal gem. § 3.2 NDSchG; in Gruppe baulicher Anlagen: 452020Gr0011 | 1888                                 |                  | 45202000129 |
| weitere Bilder | Befestigungsanlage, ehem. (Napoleonschanze)                      | Norderney Mühlenstraße Flurstück: 030103-011-00063/002 Karte            | Ehemalige Befestigungsanlage mit Grabensystem und Baumbestand. Quadratische Schanzenanlage im Rahmen der Kontinentalsperre 1811 bis 1812 erbaut. Die Anlage diente der französischen Besatzungsmacht bis November 1813 zur Durchsetzung der Kontinentalsperre, die jeglichen Warenaustausch mit England und seinen Verbündeten verbot. Die Batterie lag seinerzeit nur etwa 50 Meter entfernt vom Ufer und war mit Palisaden umgeben sowie mit vier Kanonen bestückt. Innerhalb der Wallanlage befanden sich Unterkünfte für die ständige Besatzung sowie eine Bäckerei. Die ehemalige französische Batterie ist das älteste im Urzustand erhaltene Kulturdenkmal auf Norderney. 1912 im Innern zu einer Waldkirche umgestaltet. Die Bäume dienen als Säulen und Pfeiler, die Laubkrone als Dach. Konstituierender Bestandteil einer Gruppe gem. § 3.3 NDSchG; in Gruppe baulicher Anlagen: 452020Gr0012 | 1811 – 1813                          |                  | 452020.00028M001 |
| weitere Bilder | Kriegerdenkmal (Napoleonschanze)                                 | Norderney Mühlenstraße Flurstück: 030103-019-00001/001                  | Am südöstlichen Rand der Schanzenumwallung befindet sich der Bismarck-Stein, ein von Hermann Hosaeus geschaffenes, kreuzförmig aus Steinblöcken errichtetes Ehrenmal. Das am 20. Oktober 1930 eingeweihte Kriegerdenkmal erinnert an die im Ersten Weltkrieg gefallenen Söhne der Insel. Konstituierender Bestandteil einer Gruppe gem. § 3.3 NDSchG; in Gruppe baulicher Anlagen: 452020Gr0012 | 1930                                 |                  | 45202000029 |
| weitere Bilder | Postamt (Kaiserliches Post- u. Telegrafenamt)                    | Norderney Poststraße 1 Flurstück: 030103-008-00235/002 Karte            | Repräsentativer, reich gegliederter Backsteinbau von 1890/92 von Architekt Klingenberg & Weber aus Oldenburg. Erweitert 1908 von Architekt Baurat Schäffer, Hannover. Einzeldenkmal gem. § 3.2 NDSchG | 1890                                 |                  | 45202000107 |
| weitere Bilder | Wohn-/Geschäftshaus (Doppelwohn-/Geschäftshaus)                  | Norderney Poststraße 7 Flurstück: 030103-008-00017/000 Karte            | Dreigeschossiger Putzbau (Erdgeschoss: Putzfugenschnitt, Obergeschoss: Putzapplikationen) unter flachem Satteldach. Kranzgesims zum Teil beseitigt. Reichgegliederte Gusseisen-Brüstungen und Stützen. Einzeldenkmal gem. § 3.2 NDSchG; in Gruppe baulicher Anlagen: 452020Gr0017 | 1896 – 1904                          |                  | 45202000108 |
| weitere Bilder | Wohn-/Geschäftshaus                                              | Norderney Poststraße 8 Flurstück: 030103-008-00020/003 Karte            | Zweigeschossiger Eckbau zur Jann-Berghaus-Straße unter Mansarddach. Fassadengliederung durch Putzfugenschnitt im Erdgeschoss und Putzapplikationen im Obergeschoss. Gusseisensäulen und Balkonbrüstung. Einzeldenkmal gem. § 3.2 NDSchG; in Gruppe baulicher Anlagen: 452020Gr0017 | 1896 – 1904                          |                  | 45202000110 |
| weitere Bilder | Wohnhaus (Logierhaus)                                            | Norderney Roonstraße 2 Flurstück: 030103-007-00063/000 Karte            | Ursprünglich wohl zweigeschossiger traufständiger Putzbau. Später aufgestockt. Im Erdgeschoss Putzfugenschnitt, Obergeschoss mit Putzapplikationen. Fenster und Türen erneuert, Veranda entfernt. Einzeldenkmal gem. § 3.2 NDSchG | 1885                                 |                  | 45202000112 |
| weitere Bilder | Wohnhaus (Villa Upstalsboom (Logierhaus))                        | Norderney Roonstraße 6 Flurstück: 030103-007-00076/000 Karte            | Einzeldenkmal gem. § 3.2 NDSchG; in Gruppe baulicher Anlagen: 452020Gr0011 |                                      |                  | 45202000139 |
| weitere Bilder | Wohnhaus (Haus Kolbe)                                            | Norderney Rosenweg 2 Flurstück: 030103-011-00003/000 Karte              | Einzeldenkmal gem. § 3.2 NDSchG | 1893                                 |                  | 45202000113 |
| weitere Bilder | Wohnhaus                                                         | Norderney Schmiedestraße 4 Flurstück: 030103-008-00040/000 Karte        | Einzeldenkmal gem. § 3.2 NDSchG |                                      |                  | 45202000114 |
| weitere Bilder | Wohnhaus                                                         | Norderney Seilerstraße 1 Flurstück: 030103-008-00120/000 Karte          | Gruppe gem. § 3.3 NDSchG; in Gruppe baulicher Anlagen: 452020Gr0013 |                                      |                  | 45202000030 |
| weitere Bilder | Wohnhaus                                                         | Norderney Seilerstraße 1a Flurstück: 030103-008-00117/000 Karte         | Gruppe gem. § 3.3 NDSchG; in Gruppe baulicher Anlagen: 452020Gr0013 |                                      |                  | 45202000031 |
| weitere Bilder | Wohnhaus                                                         | Norderney Seilerstraße 1b Flurstück: 030103-008-00118/000 Karte         | Gruppe gem. § 3.3 NDSchG; in Gruppe baulicher Anlagen: 452020Gr0013 | 1935                                 |                  | 45202000032 |
| weitere Bilder | Wohnhaus                                                         | Norderney Seilerstraße 2 Flurstück: 030103-008-00121/000 Karte          | Gruppe gem. § 3.3 NDSchG; in Gruppe baulicher Anlagen: 452020Gr0013 |                                      |                  | 45202000033 |
| weitere Bilder | Wohnhaus (Insulanerhaus)                                         | Norderney Seilerstraße 18 Flurstück: 030103-008-00101/001 Karte         | Schlichter giebelständiger Backsteinbau, zum Teil geschlämmt, unter Satteldach. Bauzeitliche Fenster und Türen. Wandfeste Innenausstattung (Treppe, Türen, Balkendecke) teilweise erhalten. Bedeutung: Geschichtlich, Wissenschaftlich, Städtebaulich Einzeldenkmal gem. § 3.2 NDSchG | um 1870                              |                  | 45202000193 Wikidata |
| weitere Bilder | Hotel (Haus Kaiser Franz Josef)                                  | Norderney Strandstraße 2 Flurstück: 030103-003-00269/055 Karte          | Einzeldenkmal gem. § 3.2 NDSchG | 1887                                 |                  | 45202000115 |
| weitere Bilder | Kinderheim, ehem. (Bankgebäude Oldenburgische Landesbank)        | Norderney Strandstraße 3 Flurstück: 030103-003-00057/001 Karte          | Erbaut als Kindergenesungsheim Upstalsboom, seit 1984 Filiale der Oldenburgischen Landesbank Einzeldenkmal gem. § 3.2 NDSchG |                                      |                  | 45202000116 |
| weitere Bilder | Wohn-/Geschäftshaus, ehem. (Hotel (Künstlerhaus))                | Norderney Strandstraße 6 Flurstück: 030103-003-00051/003 Karte          | Einzeldenkmal gem. § 3.2 NDSchG |                                      |                  | 45202000117 |
| weitere Bilder | Wohn-/Geschäftshaus                                              | Norderney Strandstraße 8 Flurstück: 030103-003-00045/001 Karte          | Ab 1847 Delikatessen-, Kolonialwaren-, Cigarren- und Weinhandlung Jacob B. Raß. Einzeldenkmal gem. § 3.2 NDSchG |                                      |                  | 45202000118 |
| weitere Bilder | Wohn-/Geschäftshaus                                              | Norderney Strandstraße 12 Flurstück: 030103-003-00040/001 Karte         | Zweigeschossiger traufständiger Eckbau zur Luisenstraße unter flachem Walmdach. Im Erdgeschoss Putz, im Obergeschoss Fachwerk. Reichgegliederte Ecktürmchen. Verandavorbau nach 1945 stark verändert. Zunächst „Kaffee und Konditorei Fröhle“. Unter der Bezeichnung „Elefantenhaus“ bekannt als Beispiel deutscher Kolonialarchitektur auf Norderney. Nach 1886 erstes Haus der Onno-Behrends-Teehandelsgesellschaft. Heute Nutzung als Restaurant. Einzeldenkmal gem. § 3.2 NDSchG; in Gruppe baulicher Anlagen: 452020Gr0009 | 1894 – 1896                          |                  | 45202000119 |
| weitere Bilder | Wohnhaus                                                         | Norderney Strandstraße 19 Flurstück: 030103-003-00067/000 Karte         | Einzeldenkmal gem. § 3.2 NDSchG |                                      |                  | 45202000120 |
| weitere Bilder | Wohn-/Geschäftshaus                                              | Norderney Strandstraße 21 Flurstück: 030103-003-00063/001 Karte         | 1909 von der Firma Onno Behrends erbaut. Seit 1933 Haushalts- und Eisenwarengeschäft der Familie Solaro. Einzeldenkmal gem. § 3.2 NDSchG | 1909                                 |                  | 45202000179 |
| weitere Bilder | Wohnhaus (Logierhaus)                                            | Norderney Tollestraße 1a Flurstück: 030103-002-00123/000 Karte          | Zweigeschossiger traufständiger Putzbau unter Satteldach. Fassadengliederungen durch Putzapplikationen. Fenster und Haustür erneuert, Dachgaube um 1960 aufgesetzt. Einzeldenkmal gem. § 3.2 NDSchG | 1900                                 |                  | 45202000121 |
| weitere Bilder | Wohnhaus                                                         | Norderney Tollestraße 8 Flurstück: 030103-002-00131/001 Karte           | Eingeschossiger verputzter Backsteinbau unter Satteldach. Ehemaliges Hinterhaus zu Friedrichstraße 36 gehörend. Einzeldenkmal gem. § 3.2 NDSchG | 1890                                 |                  | 45202000072 |
| weitere Bilder | Hotel (Belvedere (Sommervilla Fresena))                          | Norderney Viktoriastraße 13 Flurstück: 030103-003-00143/002 Karte       | 1873 für Generalmajor Friedrich von Freese fertiggestellte Villa. Nach dem Tod der Witwe des Erbauers ging die Villa an den Grafen Georg Erhard von Wedel über, der die in den Jahren 1901 bis 1907 dem Reichskanzler Bernhard von Bülow als Sommerresidenz überließ. Einzeldenkmal gem. § 3.2 NDSchG | 1870 – 1873                          |                  | 45202000123 |
| weitere Bilder | Wohn-/Geschäftshaus                                              | Norderney Wedelstraße 1 Flurstück: 030103-009-00136/000 Karte           | Einzeldenkmal gem. § 3.2 NDSchG |                                      |                  | 45202000125 |
| weitere Bilder | Haus (Baubüro, ehem.)                                            | Norderney Weststrandstraße 3 Flurstück: 030103-010-00002/024 Karte      | Einzeldenkmal gem. § 3.2 NDSchG |                                      |                  | 45202000126 |
| weitere Bilder | Kurhotel (ehem. Großes Logierhaus)                               | Norderney Weststrandstraße 4 Flurstück: 030103-009-00099/009 Karte      | Das Gebäude diente dem Prinzen und späteren König von Hannover mit seiner Familie und dem Hofstaat von 1838 bis 1865 als Residenz. Einzeldenkmal gem. § 3.2 NDSchG; in Gruppe baulicher Anlagen: 452020Gr0019 | 1837 – 1838                          |                  | 45202000127 DDB |
| weitere Bilder | Pflasterstraße                                                   | Norderney Wilhelmstraße Flurstück: 030103-003-00263/002 Karte           | Historische Pflasterung mit Backsteinen im Straßenabschnitt Luisenstraße/Georgstraße Gruppe gem. § 3.3 NDSchG; in Gruppe baulicher Anlagen: 452020Gr0014 |                                      |                  | 45202000150 |
| weitere Bilder | Wohnhaus                                                         | Norderney Wilhelmstraße 6 Flurstück: 030103-003-00079/000 Karte         | Gruppe gem. § 3.3 NDSchG; in Gruppe baulicher Anlagen: 452020Gr0014 |                                      |                  | 45202000034 |
| weitere Bilder | Wohnhaus                                                         | Norderney Wilhelmstraße 7 Flurstück: 030103-003-00078/002 Karte         | Gruppe gem. § 3.3 NDSchG; in Gruppe baulicher Anlagen: 452020Gr0014 |                                      |                  | 45202000035 |
| weitere Bilder | Wohnhaus                                                         | Norderney Wilhelmstraße 8 Flurstück: 030103-003-00077/000 Karte         | Gruppe gem. § 3.3 NDSchG; in Gruppe baulicher Anlagen: 452020Gr0014 |                                      |                  | 45202000036 |
| weitere Bilder | Wohnhaus                                                         | Norderney Wilhelmstraße 9 Flurstück: 030103-003-00076/000 Karte         | Gruppe gem. § 3.3 NDSchG; in Gruppe baulicher Anlagen: 452020Gr0014 |                                      |                  | 45202000037 |
| weitere Bilder | Wohnhaus                                                         | Norderney Wilhelmstraße 10 Flurstück: 030103-003-00073/001 Karte        | Gruppe gem. § 3.3 NDSchG; in Gruppe baulicher Anlagen: 452020Gr0014 |                                      |                  | 45202000038 |
| weitere Bilder | Wohnhaus                                                         | Norderney Winterstraße 18 Flurstück: 030103-012-00004/000 Karte         | Einzeldenkmal gem. § 3.2 NDSchG |                                      |                  | 45202000128 |

## Liste der Gruppen baulicher Anlagen
Die Auflistung gibt einen Überblick der Gebäude, die nach § 3.3 S. 1 NDSchG Teil einer Gruppe baulicher Anlagen sind. Stand 1. November 2023
- 452020Gr0001 – Am Leuchtturm 1
  - 452020.00001 – Am Leuchtturm 1, Leuchtturm
  - 452020.00002 – Am Leuchtturm 1, Wohnhaus (Leuchtturmwärterhaus)
- 452020Gr0002 – Benekestraße 27–37
  - 452020.00003 – Benekestraße 27, Krankenhaus (Seehospiz Kaiserin Friedrich)
- 452020Gr0003 – Damenpfad 38, 39, 40
  - 452020.00004 – Damenpfad 38 Wohnhaus, Logierhaus
  - 452020.00005 – Damenpfad 39 Wohnhaus, Logierhaus
  - 452020.00006 – Damenpfad 40 Wohnhaus, Logierhaus
  - 452020.00146 – Damenpfad 42 Wohnhaus
- 452020Gr0004 – Friedrichstraße 22
  - 452020.00007 – Friedrichstraße 22, kath. Kirche
  - 452020.00008 – Friedrichstraße 22, kath. Pfarrhaus
- 452020Gr0005 – Georgshöhe
  - 452020.00009 – Georgshöhe, Bastion – ehemalige Dünenbefestigung
  - 452020.00010 – Georgshöhe, ehemalige Signalstation
- 452020Gr0006 – Jann Berhaus Straße/Ellernstraße
  - 452020.00011 – Jann-Berghaus-Straße 31, Friedhof (Neuer Friedhof)
- 452020Gr0007 – Knyphausenstraße 4, 5
  - 452020.00012 – Knyphausenstraße 4, Wohnhaus
  - 452020.00013 – Knyphausenstraße 5, Wohnhaus
  - 452020.00136 – Knyphausenstraße 6, Wohnhaus
- 452020Gr0008 – Lange Str. 7/Kirchstr. 22
  - 452020.00015 – Kirchstraße 22, Wohnhaus (Dependance, Hotel Bruns)
  - 452020.00014 – Lange Straße 7, Hotel (Hotel Bruns)
- 452020Gr0009 – Luisenstraße 10, 11, 31, 32
  - 452020.00017 – Luisenstraße 11, Wohnhaus (Logierhaus)
  - 452020.00018 – Luisenstraße 31, Wohnhaus (Logierhaus)
  - 452020.00019 – Luisenstraße 32, Wohnhaus (Logierhaus)
  - 452020.00104 – Luisenstraße 33, Wohnhaus (Luisenhof, Pensionshaus)
  - 452020.00119 – Strandstraße 12, Wohn-/Geschäftshaus
- 452020Gr0010 – Marienstraße 2, 3, 4, 5
  - 452020.00020 – Marienstraße 2, Wohnhaus (ehemaliges Zolldienstgebäude)
  - 452020.00021 – Marienstraße 3, Wohnhaus
  - 452020.00022 – Marienstraße 4, Wohnhaus
  - 452020.00023 – Marienstraße 5, Wohnhaus
- 452020Gr0011 – Moltkestraße 3, 4, 5, 6
  - 452020.00091 – Kaiserstraße 24, Hotel (ehemaliges Strandhotel Mahns)
  - 452020.00024 – Moltkestraße 3, Wohnhausgruppe (Nordstrandperle, Bremer Häuser)
  - 452020.00027 – Moltkestraße 6, Wohnhaus, Logierhaus
  - 452020.00129 – Moltkestraße 118, Pension (Beherbergungsbetrieb, Erholungsheim) Justitia
  - 452020.00139 – Roonstraße 6, Wohnhaus (Villa Upstalsboom, Logierhaus)
- 452020Gr0012 – Mühlenstraße/Napoleonschanze
  - 452020.00028 – Mühlenstraße, Befestigung, ehemalige Napoleonschanze
  - 452020.00029 – Mühlenstraße, Kriegerdenkmal Napoleonsschanze
  - 452020.00206 – Mühlenstraße, Erdwall Napoleonschanze
  - 452020.00207 – Mühlenstraße, Grabensystem Napoleonschanze
  - 452020.00208 – Mühlenstraße, Grünanlage Napoleonschanze
- 452020Gr0013 – Seilerstraße 1a, 1b, 1, 2
  - 452020.00030 – Seilerstraße 1, Wohnhaus
  - 452020.00031 – Seilerstraße 1a, Wohnhaus
  - 452020.00032 – Seilerstraße 1b, Wohnhaus
  - 452020.00033 – Seilerstraße 2, Wohnhaus
- 452020Gr0014 – Wilhelmstraße 6, 7, 8, 9, 10
  - 452020.00150 – Wilhelmstraße, Pflasterstraße
  - 452020.00034 – Wilhelmstraße 6, Wohnhaus
  - 452020.00035 – Wilhelmstraße 7, Wohnhaus
  - 452020.00036 – Wilhelmstraße 8, Wohnhaus
  - 452020.00037 – Wilhelmstraße 9, Wohnhaus
  - 452020.00038 – Wilhelmstraße 10, Wohnhaus
- 452020Gr0016 – Wasserwerk, Jann-Berghaus-Straße
  - 452020.00087 – Jann-Berghaus-Straße 34, Maschinenhaus (Städtisches Wasserwerk)
  - 452020.00151 – Jann-Berghaus-Straße 34, Wasserturm (Städtisches Wasserwerk)
  - 452020.00152 – Jann-Berghaus-Straße 34, Wohnhaus Maschinistenwohnhaus (Wasserwerk)
  - 452020.00086 – Jann-Berghaus-Straße 42, Pumpstation Zirkus (Städtisches Wasserwerk)
- 452020Gr0017 – Poststraße/Friedrichstraße
  - 452020.00066 – Friedrichstraße 13, Wohn-/Geschäftshaus
  - 452020.00068 – Friedrichstraße 30, Wohn-/Geschäftshaus
  - 452020.00108 – Poststraße 7, Wohn-/Geschäftshaus
  - 452020.00110 – Poststraße 8, Wohn-/Geschäftshaus
- 452020Gr0019 – Bülowallee
  - 452020.00052 – Am Kurplatz 1, Kurhaus (Conversationshaus)
  - 452020.00183 – Am Kurplatz 2, Schwimmbad (Seewasser-Wellenschimmbad)
  - 452020.00051 – Am Kurplatz 3, Geschäftshaus (ehemaliges Bazargebäude)
  - 452020.00054 – Bülowallee 5, Verwaltungsgebäude (Bäderverwaltungsbau)
  - 452020.00055 – Bülowallee 6, Sanatorium Kurklinik (Nordseeklink)
  - 452020.00127 – Weststrandstraße 4, ehemaliges Kurhotel (Großes Logierhaus)
- 452020Gr0021 – Luisenstraße
  - 452020.00167 – Luisenstraße 25, Wohnhaus, Logierhaus
  - 452020.00103 – Luisenstraße 26, Wohnhaus, Haus Wöhrde